# Філатов Володимир Петрович
Володи́мир Петро́вич Філа́тов (рос. Владимир Петрович Филатов, псевдонім — «Воталіф»; 15 (27) лютого 1875, с. Михайловка, Протасовська волость, Саранський повіт, Пензенська губернія, Російська імперія —30 жовтня 1956, Одеса, Українська РСР, СРСР) — радянський науковець, офтальмолог, хірург, винахідник, поет, художник, мемуарист, дійсний член Академії наук УРСР (з 1939 року) та Академії медичних наук СРСР (з 1944 року).
Засновник та перший директор, з 1936 року по 1956 рік, Інституту очних хвороб і тканинної терапії НАМН України. За весь період життя Філатов написав близько 460-ти наукових праць та монографій. Разом з тим, він займався громадською та політичною діяльністю — обирався делегатом Надзвичайного З'їзду Рад України, був депутатом Одеської міської Ради депутатів трудящих кількох скликань, депутатом Верховної Ради УРСР I, II, III та IV скликань, членом редакційної колегій багатьох журналів, відповідальним редактором періодичного видання «Офтальмологический журнал». А також прославився захистом церковних пам'яток від наруги правлячим режимом.
Герой Соціалістичної Праці, кавалер чотирьох орденів Леніна, ордену Трудового Червоного Прапора та ордена Вітчизняної війни 1 ступеня, лауреат Сталінської премії, а також нагороджений низкою медалей.

## Біографія

### Перші роки
Володимир Петрович Філатов народився 15 (27) лютого 1875 року у російському селі Михайловка, Протасовської волості, Саранського повіту, Пензенської губернії (нині Лямбірський район, Республіки Мордовії) у родині земського лікаря Петра Федоровича Філатова. Він був високоосвіченим медиком, працював у Симбірській губернській земській лікарні і був фахівцем з хірургії та очних хвороб. Сім'я Філатових походила із збіднілих дворян та була майже вся задіяна у медицині — чотири з шести братів Петра Федоровича були лікарями, а інші досягли немалих успіхів у своєму житті: Михайло — був інженером, Абрам — акушер-гінеколог, Нил — талановитий педіатр, основоположник педіатрії Російської імперії, Федір — успішний земський лікар, Борис — вдалий юрист та Микола, також відомий лікар. У 1882 році разом з родиною Володимир переїхав до Симбірська (нині Ульяновськ).
|                                                               | Він приголомшливо описував побут малопомісних дворян, до яких, власне, належав. Батько Володимира Петровича працював земським лікарем і жив у селі Михайлівці Саранського повіту Пензенської області, куди Філатов їздив щорічно у відпустку. Було цікаво читати та слухати його розповіді, тому що про життя дворян ми практично нічого не знали. Нам вони здавалися прибульцями з іншої планети. Оригінальний текст (рос.) Он потрясающе описывал быт мелкопоместных дворян, к которым, собственно, и относился. Отец Владимира Петровича работал земским врачом и жил в селе Михайловка Саранского уезда Пензенской области, куда Филатов ездил ежегодно в отпуск. Было интересно читать и слушать его рассказы, потому что о жизни дворян мы практически ничего не знали. Нам они казались людьми, прибывшими с другой планеты. |
| — Згадувала в подальшому учениця Філатова — Надія Пучківська, | |

Можливо батько, працюючи у земській лікарні, пробудив у синові любов до медицини. 1892 року юнак закінчив місцеву Симбірську класичну гімназію. Отримавши блискучу освіту, як і більшість талановитих людей, Володимир був особистістю неординарною та багатогранною. Писав вірші та картини, займався музикою та філософією, володів кількома іноземними мовами. Улюбленим заняттям молодика на літніх канікулах був живопис і поезія, але він вирішив присвятити себе медицині, а саме офтальмології. Вважається, що Філатов вибрав галузь медицини, коли якось побачив сліпого чоловіка, який йшов із паличкою та простукував нею свій шлях. Філатов був вражений й інстинктивно вигукнув: «Кожна людина повинна бачити сонце!». Згодом ця фраза стала девізом інституту, який відкрив в Одесі науковець.

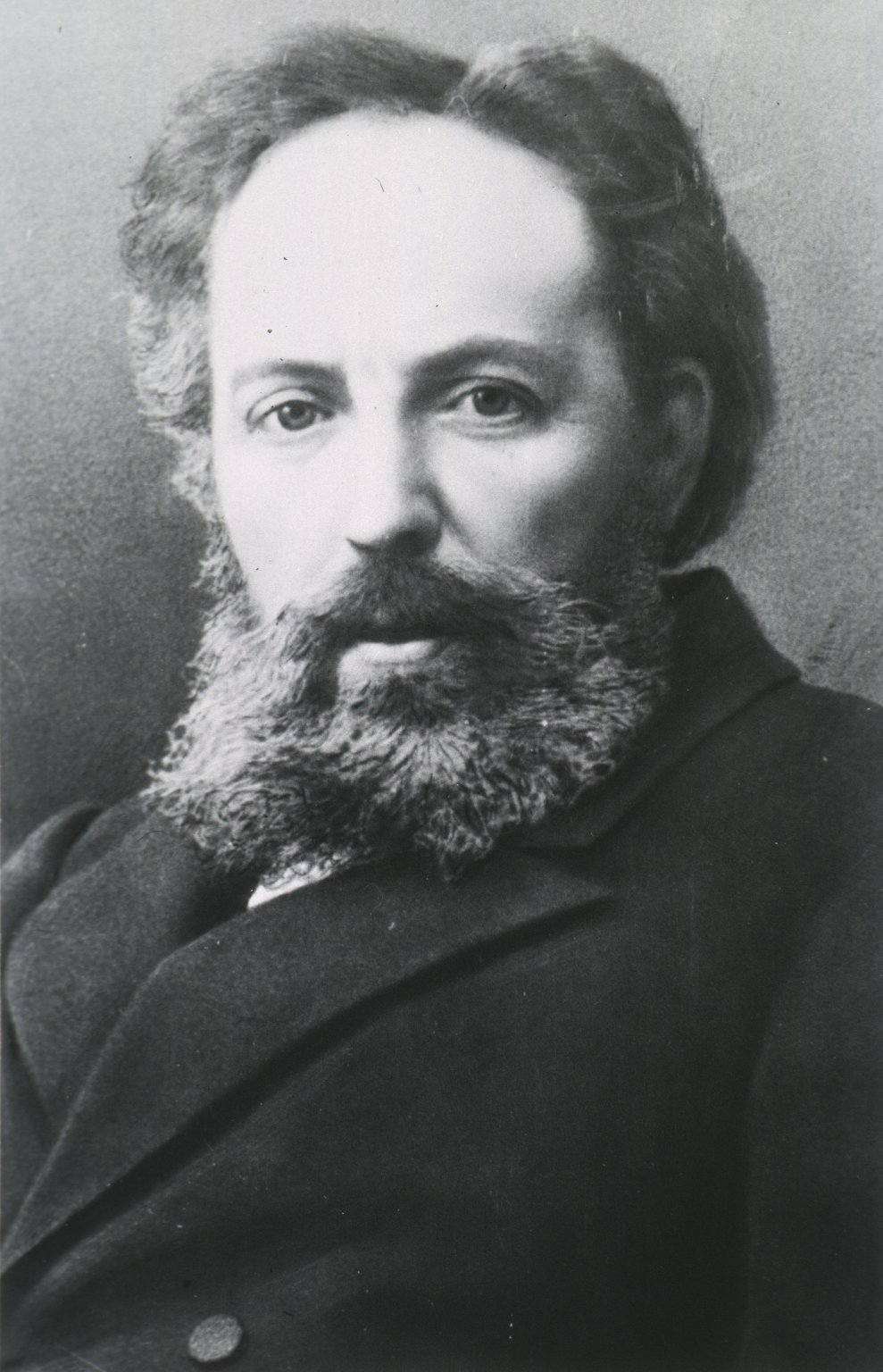
Дядько Володимира — Нил Федорович

Дядько Володимира, Нил Федорович — науковець-педіатр, очолював кафедру Імператорського московського університету (нині Московський державний університет імені М. В. Ломоносова), саме за його порадою колишній студент гімназії поступив на медичний факультет того ж університету (нині Перший Московський державний медичний університет імені І. М. Сєченова). Тоді серед викладачів університету була низка видатних науковців: кафедру очних хвороб очолювали одні з найкращих офтальмологів того часу — Олексій Маклаков та Адріан Крюков, курс внутрішніх хвороб читали Григорій Захар'їн та Олексій Остроумов, хірургію — Микола Скліфосовський та Олександр Бобров, педіатрію — Нил Філатов, фізіологію — Іван Сєченов, анатомію — Дмитро Зернов, а фізику — Олександр Столєтов. У студентські роки Володимир, приїжджаючи додому на канікули, працював під керівництвом батька у земській лікарні, допомагаючи йому під час амбулаторного прийому хворих та асистуючи при операціях. У Симбірську молодий студент вперше близько познайомився зі стражданнями хворих, які втрачають зір, і корисною практичною роботою лікаря-окуліста, на прикладі свого батька. Серед студентів університету Філатов мав славу лідера, писав наукові праці та зробив свої перші наукові відкриття. У ті ж часи він зацікавився проблемою допомоги хворим, які втратили зір через більмо.
По закінченню університету з відзнакою у 1897 році, за пропозицією Адріана Крюкова, юнак деякий час працював ординатором університетської очної клініки (у 1897—1902 роках). З 1899 року по 1905 рік Філатов працював ординатором Московської очної лікарні, під керівництвом професора Сергія Ложечнікова.

### Одеса

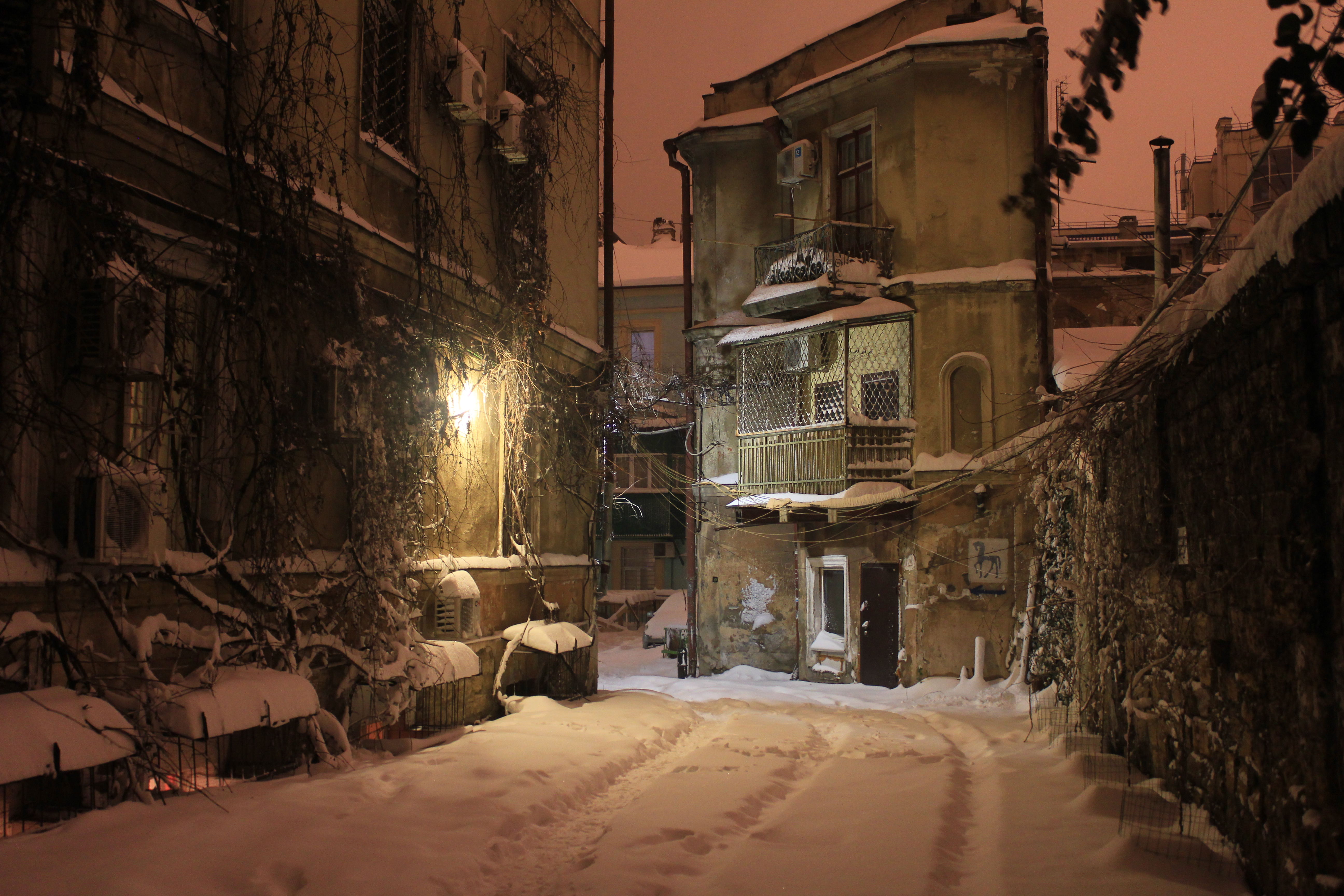
Двір будинку Шемякіна, де жив Філатов з 1915 року по 1941 рік (вул. Гоголя № 9)

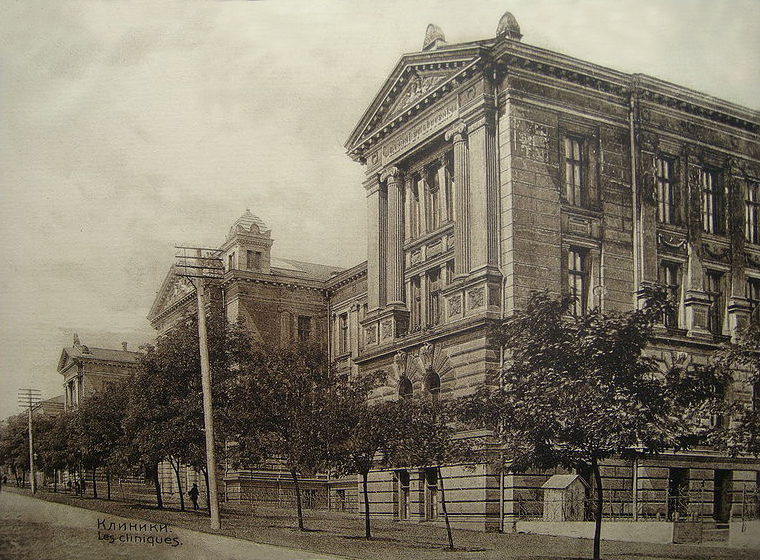
Лікарня медичного факультету Одеського університету (нині самостійний ВНЗ — Одеський національний медичний університет), вул. Ольгіївська

У 1903 році на запрошення професора Сергія Головіна Філатов переїхав до Одеси, щоб почати працювати ординатором у клініці при Одеському університеті. У новому місті він поселився на вулиці Гоголя, за деякими даними з 1905 року розпочав військову службу у царській армії. Та вже наступного року став асистентом кафедри, а у 1908 році захистив, присвячену батьку, докторську дисертацію на тему «Вчення про клітинні отрути в офтальмології». Це велике дослідження, більш ніж на 400 сторінок було присвячене й цитотоксичним сироваткам. 1909 року молодий доктор медицини отримав приват-доцентський курс. А з 1911 року, після від'їзду Головіна до Москви, очолив кафедру очних хвороб Одеського університету (нині  — Одеський національний медичний університет), якою керував до 1956 року. Окрім того, з того ж року, будучи вже професором, Філатов був беззмінним головою Одеського офтальмологічного товариства, де неодноразово виступав з доповідями, впливаючи на наукову думку місцевих окулістів. Вже як професор Володимир Петрович приділяв багато уваги викладанню очних хвороб студентам і практикуючим лікарям. Він ретельно готувався до лекцій, сам малював плакати, таблиці та схеми для кращого їхнього сприйняття.
28 лютого 1912 року здійснилася заповітна мрія Володимира Петровича — він зробив першу операцію з пересадки рогівки методом повної наскрізної кератопластики. Але операція пройшла невдало. Через два роки він зробив другу таку ж операцію з такими ж результатами. Багато років було витрачено на безперервні пошуки, роздуми, сумніви, кропітку та напружену працю.
1913 року науковець запропонував новий метод вимірювання внутрішньоочного тиску — еластотонометрію, а вже через кілька місяців помер його батько — Петро Федорович. У 1914 році Володимир Петрович винайшов (а у 1917 році опублікував) ефективний метод та спосіб пластики за допомогою круглого стебла, який виявився найціннішим внеском у сучасну відновну хірургію та здобув широке визнання хірургів як «філатовське кругле стебло». За допомогою методу круглого стебла, запропонованого ним для пластичних операцій відновлювальної хірургії, було позбавлено від страждань безліч людей, які отримали важкі травми під час Першої світової війни, в результаті чого у них утворилися жахливі дефекти обличчя та інших частин тіла. Ще в період ординатури у професора Адріана Крюкова, молодий науковець працював над оволодінням методик дослідження очей під керівництвом професора Головіна та одночасно вивчав основи патологічної анатомії очей у професора Федора Євецького. У той самий час Філатов написав дві свої перші наукові роботи, присвячені опису цікавих випадків вроджених аномалій очей.
За даними Наркомздрава на початок 1920-х років у Радянському Союзі налічувалося 238 тисяч сліпих, половина з яких були хворі на більмо. Розвиваючи сміливі думки про пересадку рогівки, Філатов з натхненням представляв їх своїм керівникам, розкриваючи перед ними привабливі перспективи, пов'язані зі своєю ідеєю. Вирішивши це питання, наука збагатилася б ще одним блискучим досягненням. 1924 року він розробив метод повної (а у 1927—1938 роках — часткової) наскрізної кератопластики, для чого спроектував спеціальні медичні інструменти. На відміну від колишньої спроби, цього разу операція пройшла успішно. Однак проблема пересадки рогівки вважалася на той час зовсім безперспективною, тому смілива ідея молодого лікаря не знайшла підтримки у науковому світі. Він продовжував роботу у клініці, уважно вивчаючи різні форми захворювання очей, розвивав і вдосконалював свою оперативну техніку. Сам Володимир Петрович писав, що у ті роки не було ні дня, ні ночі, коли б він не думав над цією проблемою. Згодом, професор ввів у медицину новий ефективний принцип лікування — тканинну терапію, якій присвятив 20 років свого життя. Цей метод знайшов широке застосування в лікуванні не лише очних хвороб, а й ряду загальних захворювань, які раніше вважалися невиліковними, а також у різних галузях медицини, ветеринарії та навіть у народному господарстві.
Серед знайомих офтальмолога були й дивом вцілілі у роки революції колишні офіцери царської армії, які перейшли на бік радянської влади. Буваючи один у одного в гостях, на дачі, а також під час прийому у лікарні друзі та знайомі минулих років, як і колись, обмінювалися думками та практично нічого не значущими розмовами, в яких могли промайнути й антирадянські ноти. Ці обставини дозволили Об'єднаному державному політичному управлінню відкрити у 1930 році чергову справу про «Військово-офіцерські організації», до складу якої були ними ж включені не тільки колишні військові, але й ряд професорів вузів Одеси, деякі з них з часом були розстріляні. 20 лютого 1931 року професора Філатова арештували органи ОГПУ за звинуваченням в участі у «контрреволюційній військово-офіцерській організації». Він пробув у в'язниці 2 місяці, протягом яких зазнав тяжких фізичних та психічних травм, хоча, на відміну від інших в'язнів, з науковцем поводились обережно. Вважається, що віддаленість області наукових досліджень Володимира Петровича від політики свідчить про те, що його тортурам, можливо, не піддавали. Під час допиту Філатов писав багато заяв, спочатку обмовляючи себе, надіючись, що так можна закінчити нестерпні психологічні тортури, а потім спростовуючи свої покази:
|                            | До практичної політики я був байдужий, задовольнявся лише літературою. Лютневу революцію я вітав, як і Тимчасовий уряд. Результати Установчих зборів, в сенсі встановлення способу правління, я вважав задовільними. Перехід влади до більшовиків я не міг охопити моїм настроєм. Мені здавалося, що це занадто сильний зсув. Боротьба з владою більшовиків Добровольчої армії генерала Корнілова викликала співчуття. Коли радянська влада остаточно встановилася в Одесі, то я прийняв її як факт з великою часткою тривоги. Оригінальний текст (рос.) К практической политике я был равнодушен, довольствовался лишь литературой. Февральскую революцию я приветствовал, как и Временное правительство. Результаты Учредительного собрания, в смысле установления способа правления, я считал удовлетворительными. Переход власти к большевикам я не мог охватить моим настроением. Мне казалось, что это слишком сильный сдвиг. Борьба с властью большевиков Добровольческой армии генерала Корнилова вызывала сочувствие. Когда советская власть окончательно установилась в Одессе, то я принял ее как факт с большой долей тревоги. |
| — Філатов. 27 лютого 1931, | |

Але все ж таки професору довелося обмовити себе та визнати себе винним у причетності до «контерреволюційних» організацій:
|                            | З самого початку Радянської влади я не був її прихильником. Для мене не були прийнятні як головні її політичні засади, так і та крутість заходів, якими вона проводила у життя своє будівництво. Невдоволення, яке я відчував при вигляді тієї ломки, яку доводилося переживати близькому мені класу інтелігенції, спонукало мене до мрій про інтервенцію. У таких настроях я дав Радкевичу у 1923 році згоду на оформлення ідеї влаштування Громадського Комітету безпеки, який повинен був взяти в своє відання цивільну владу в Одесі після перевороту. У 1930 році (або у 1929 році) я отримав пропозицію бути членом Комітету безпеки від В.А.Бернадского, на що я погодився. У моєму злочині я рішуче каюсь і абсолютно роззброююсь по відношенню до Радянської влади. Визнаючи мою провину, я прошу пощадити мене і пробачити мені мій злочин. Я даю тверду обіцянку відтепер раз і на завжди відмовитися від політичних задумів і заходів проти Радянської влади і принести всі свої знання і досвід на користь будівництва Радянської держави. Оригінальний текст (рос.) С самого начала Советской власти я не являлся ее сторонником. Для меня не были приемлемы как главные ее политические основания, так и та крутость мер, которыми она проводила в жизнь свое строительство. Недовольство, которое я испытывал при виде той ломки, которую приходилось переживать близкому мне классу интеллигенции, побуждало меня к мечтам об интервенции. В таких настроениях я дал Радкевичу в 1923 году согласие на оформление идеи устройства Общественного Комитета безопасности, который должен был взять в свое ведение гражданскую власть в Одессе после переворота. В 1930 году (или в 1929 году) я получил предлождение быть членом Комитета безопасности от В.А.Бернадского, на что я согласился. В моем преступлении я решительно раскаиваюсь и совершенно разоружаюсь по отношению к Советской власти. Признавая мою вину, я прошу пощадить меня и простить мне мое преступление. Я даю твердое обещание отныне раз навсегда отказаться от политических замыслов и мероприятий против Советской власти и принести все свои знания и опыт на пользу строительства Советского государства. |
| — Філатов. 20 квітня 1931, | |

Того ж дня ДПУ УРСР постановив відпустити науковця під підписку про невиїзд.
В очній клініці Одеського університету Володимир Філатов почав свої роботи щодо пересадки рогівки при більмах. Тут вперше у світі 6 травня 1931 року він використав рогівку трупного ока, збереженого в умовах зниженої температури, під час операції пересадки і цим розв'язав проблему матеріалу для кератопластики. Він розробив засіб консервації рогівки у вологій камері при температурі +4°С. Володимир Петрович вдосконалив техніку операції часткової наскрізної кератопластики, що поліпшило доступ для виконання. Кератопластика перестала бути клінічним експериментом і стала дієвим засобом повернення зору сліпим з більмами. Вирішення проблеми донорської рогівки поклало початок широкому впровадженню кератопластики у практику та принесло Володимиру Петровичу величезну популярність. Звідусіль хворі з більмами потяглись в Одесу — до Філатова. У 1931—1932 роках науковець створив при Одеській очній клініці першу в СРСР станцію очної швидкої допомоги та протиглаукомний диспансер.
1933 року було проведено дослідження лікувальних властивостей при зниженій температурі тканин та біогенних стимуляторів, які були піддані консервації. Це стало основою для створення дослідником нового методу лікувальної медицини — тканинної терапії, яка згодом дістала широке впровадження у практику охорони здоров'я та ветеринарії. Того ж року на засідання в Московській очній клініці одеський науковець приїхав у супроводі чотирьох пацієнтів. На той час хірург прооперував 96 сліпих очей, з яких 24 після операції стали бачити. Пред'явивши на з'їзді живі докази свого методу, серед яких були люди, які до операції мали 1-5 % нормального зору, а після — 70-100 %, науковець здобув славу та визнання як талановитий офтальмолог і хірург. За розробку методів пересадки рогівки та тканинної терапії 1941 року Філатов був удостоєний сталінської премії.
У середині 1930-х років стара клініка очних хвороб медичного інституту не могла вже обслуговувати хворих, які приїжджали з різних куточків країни, а маленька лабораторія не могла вмістити всіх працівників. Окрім того широкий розвиток досліджень та робіт із проблем офтальмології вимагав розширення клінічної та лабораторної бази. Тому з ініціативи Володимира Петровича 1936 року постановою Уряду СРСР № 632 був організований Інститут експериментальної офтальмології (нині Інститут очних хвороб і тканинної терапії імені В. Філатова АМН України), який він і очолював з 1936 року до самої смерті. Перші два роки, не маючи ще власної бази, інститут містився в одній з будівель 2-ї клінічної лікарні, яка ніяк не могла вмістити всіх хворих, бажаючих оперуватися у відомого офтальмолога і лікарів, які прагнули зайнятися науковою роботою під його керівництвом. У 1939 році була закінчена споруда двох триповерхових корпусів і ряду підсобних будівель інституту. Завдяки енергії свого керівника, інститут швидко перетворився на одну з найкращих офтальмологічних установ СРСР.

### Ташкент
У роки німецько-радянської війни робота інституту була перервана. Володимира Петровича з частиною його учнів евакуювали до П'ятигорська, де вони працювали у евакошпиталі № 2172, а потім — до Ташкента, де, на базі евакошпиталя № 1262, був відновлений Наказом Уряду СРСР, у скороченому обсязі — «Український інститут очних хвороб». Будучи директором інституту, науковець одночасно був головним консультантом зазначеного шпиталю. У шпиталі перебували тяжко поранені з ушкодженнями очей, нерідко втративши зір на єдиному оці. Будучи віртуозним хірургом, Філатов робив різні оптичні операції, а у хворих з особливо грубими більмами проводив операції наскрізної пересадки рогівки. Поранення очей, як правило, поєднувалися з тяжкими ушкодженнями повік, орбіти ока, а нерідко і лиця. У таких випадках добре служив запропонований ним раніше метод пластики.
У 1942 році Філатов у Ташкенті домагався відновлення Одеського інституту очних хвороб на базі головного евакошпиталю. Більше того, Володимир Петрович вже склав план наукових досліджень на 1943 рік. Такі звіти він розіслав своїм учням і просив, щоб йому відповіли.
Всі свої сили талановитий теоретик та хірург витрачав на лікування військових Червоної Армії, невтомно впроваджуючи свої методи лікування в роботу шпиталю. Протягом війни всі ці роботи сприяли поширенню запропонованих ним методів тканинної терапії і послужили якнайшвидшому відновленню здоров'я поранених та інвалідів війни. За цей період Філатовим було опубліковано більше 200 наукових праць і монографій, було зроблено понад 40 доповідей.

### Повернення до Одеси, останні роки і смерть
30 вересня 1944 року Володимир Петрович разом із співробітниками інституту повернувся до Одеси і взявся за відновлення зруйнованих та спустошених будівель, де вони працювали. Повернувшись до міста, академік переїхав на Приморський бульвар, а згодом жив у Куликовському провулку. За один рік вдалося відновити частину інституту, розгорнути 120 ліжок та 6 лабораторій. А вже 1946 року академік здійснив ще одну свою мрію — випустив «Офтальмологический журнал», і був його першим головним редактором. Того ж року Філатов почав читати лекції у Первомайському медичному училищі. Там він пропрацював до 1953 року.
Повоєнні роки принесли Філатову справжнє визнання далеко за межами Радянського Союзу. Хворі та поранені прагнули потрапити на прийом до професора. У чергу на його прийом у поліклініці хворі ставали з вечора, а для консультацій з найважчими хворими доктор виділяв кілька годин три рази на тиждень. За словами його учнів, навіть безнадійним хворим він ніколи не казав «Ні», стверджуючи, що відбирати віру у хворого — великий гріх. Тому постійно казав: «…може бути, адже наука розвивається». Вважаючи, що офтальмолог, який не володіє скальпелем, не може бути добрим фахівцем, Володимир Петрович приділяв багато уваги хірургічній підготовці своїх учнів. Майстерно виконуючи найбільш складні й тонкі очні операції, він щодня передавав свої навички учням. За півстоліття діяльності Філатова ним особисто було проведено кілька тисяч операцій.
Символічним є випадок, коли 15 липня 1950 року в Одесі проходило урочисте засідання з нагоди 75-річчя академіка Філатова і присвоєння йому звання Героя Соціалістичної Праці, ювілярові порадили розпочати свій виступ з подяки партії та уряду за високу нагороду, але академік розпочав зі слів про надихаючий вплив своїх родичів — Ніла та Петра Філатових.
Останні роки життя Володимир Філатов провів у квартирі на Пролетарському бульварі (нині Французький бульвар). Помер Володимир Петрович Філатов 30 жовтня 1956 року від крововиливу в мозок. Похований на Другому Християнському цвинтарі Одеси. У подальшій розробці його наукових ідей та збереженні традицій «філатовської школи» велику роль зіграла його учениця — академік Надія Олександрівна Пучківська, яка у 1956—1985 роках очолювала інститут.

## Творчість
Володимир Філатов був не тільки науковцем, а й лікарем-клініцистом, блискучим хірургом, обдарованим педагогом, талановитим художником, цікавим оповідачем та веселим співрозмовником. Відомо, що він багато часу приділяв написанню своїх мемуарів. Навесні він виходив до берегової лінії Одеси в Аркадію та на Малий Фонтан, де малював етюди. Були у нього і віршовані рядки, які Володимир Петрович підписував анаграмою — «Воталіф» («Філатов» навпаки). Один з віршів, написаний його рукою, зберігається в будинку-музеї Антона Павловича Чехова в Ялті, де Володимир Філатов часто бував на запрошення Марії Чехової.

## Наукова діяльність
Наукова діяльність Філатова була його постійною та напруженою працею протягом всього життя. Так, протягом перших 20 років своєї діяльності він опублікував 12 наукових праць, потім, вже після 1917 року — ще 250. За весь період життя ним було написано близько 460-ти наукових праць та монографій. Першим великим відкриттям, зробленим Володимиром Петровичем, був метод пластики на круглому стеблі, який завоював всесвітнє визнання. Полягає цей метод у тому, що при пластичній операції створюється «стебло» зі шкіри, живий шкірний клапоть та пересаджується на пошкоджену частину тіла.
Найбільшим досягненням науковця є розроблений ним новий метод лікування — тканинна терапія. Він полягає у тому, що шматки тканини, відокремлені від людського тіла, а також листя рослин, особливо алое, збережені в умовах, які є несприятливими для існування (тканини на холоді, листя у темряві), але не вбивають їх, піддаються біохімічній перебудові. Вона супроводжується накопиченням у цих тканинах особливих речовин (біогенних стимуляторів), які мають лікувальні властивості. Тканинна терапія ефективно допомагає у боротьбі з різними хворобами очей, у боротьбі зі шкірними, внутрішніми, нервовими та іншими захворюваннями.
У 1939 році Філатов був обраний дійсним членом АН Української РСР, а у 1944 році — академіком АМН СРСР. Філатов заснував і був беззмінним керівником науково-дослідного експериментального інституту очних хвороб і тканинної терапії на Французькому бульварі, який ще за його життя отримав його ім'я; запропонував власні методи лікування глаукоми, трахоми, травматизму в офтальмології тощо; винайшов багато оригінальних офтальмологічних інструментів; заснував і редагував в Одесі «Офтальмологический журнал»; довгий час очолював «Одеське офтальмологічне товариство».
У 1950 році румунський професор дерматовенерології Ясського університету медицини та фармації Георгіу Настасе номінував Володимира Філатова на Нобелівську премію за праці з фізіології та медицини, за створення методу пересадки рогівки ока.

## Громадська діяльність

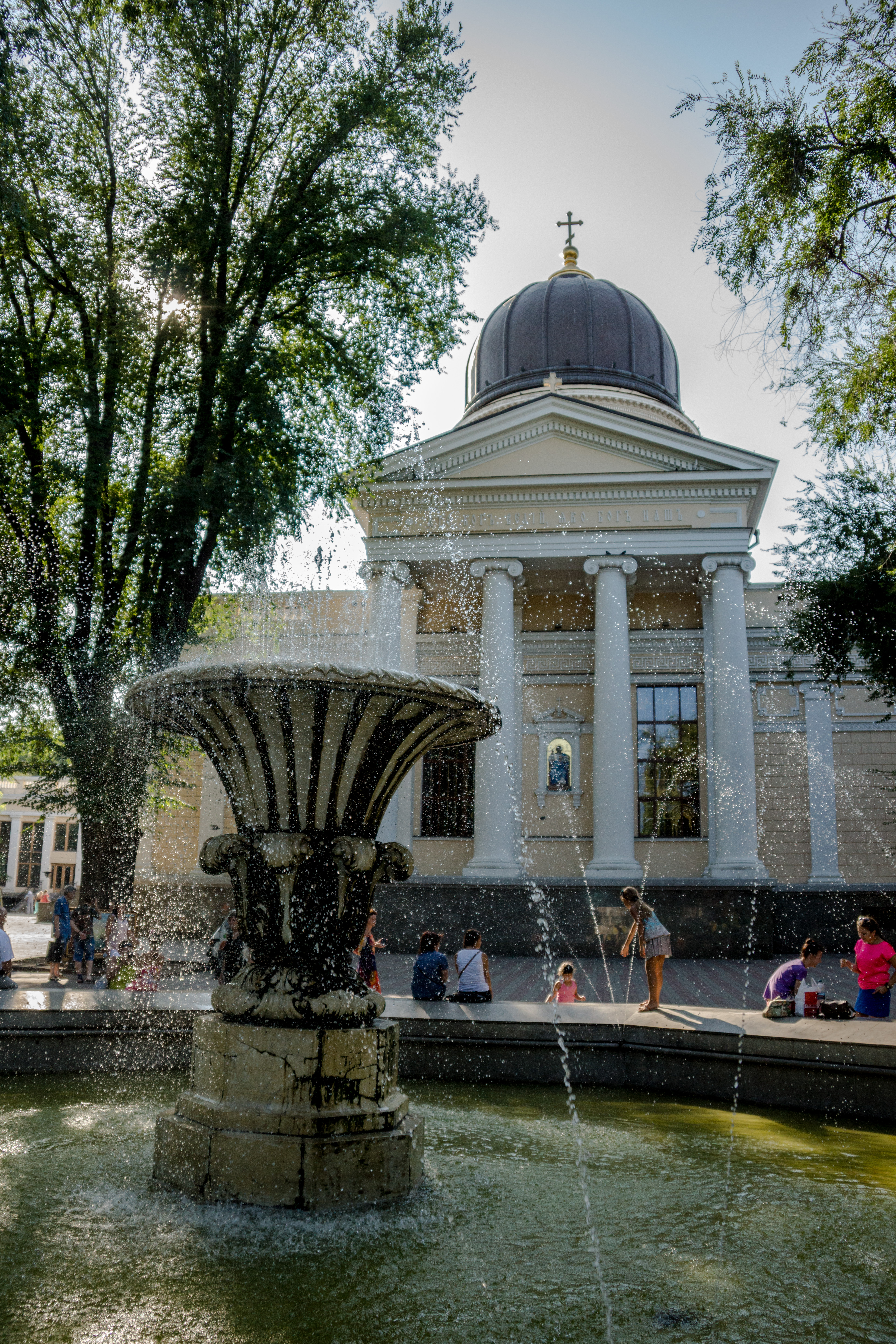
«Ваза Філатова», перенесена у протилежну сторону від головного входу у Спасо-Преображенський кафедральний собор, Соборна площа (зі сторони вул. Преображенської)

Попри свою безпартійність, академік Володимир Філатов вів значну громадсько-політичну діяльність. Він обирався депутатом Верховної Ради УРСР 1-го (1938—1947), 2-го (1947—1951), 3-го (1951—1955) та 4-го скликань (1955—1959). Все життя науковець був вельми релігійним та домагався збереження релігійних пам'яток в Одесі. Окрім того листувався з багатьма релігійними діячами свого часу:
|                              | Я нерідко замислююся над питанням про те, чому життя моє таке довге. Ймовірно мені потрібно ще попрацювати на землі або над наукою, або над самим собою. Думаю, що швидше — останнє. Але це для мене важче, ніж наука. Мій душевний стан можна охарактеризувати словами сотника: вірю, Господи, поможи моєму невірству! І я погано вмію перевиховувати самого себе, своє тіло земне, а воно і в мої роки все ще піддається спокусам і грішним бажанням. Звідси і моє вічне невдоволення собою. Нерідко прошу Господа про зцілення та часто перебуваю у зневірі, повертаючись на старі навички. Наукова творчість у мене залишається, але хіба вона врятує мене, якщо я не буду очищений душевно! Оригінальний текст (рос.) Я нередко задумываюсь над вопросом о том, почему жизнь моя так продлена. Вероятно мне нужно еще поработать на земле либо по науке, либо над самим собой. Думаю, что скорее — это последнее. Но это для меня труднее, чем наука. Мое душевное состояние можно охарактеризовать словами сотника: верю, Господи, помоги моему неверию! И я плохо перевоспитываю самого себя, свое тело земное, а оно и в мои годы все еще подвергается искушениям и грешным желаниям. Отсюда и мое вечное недовольство собою. Нередко прошу Господа об исцелении и часто пребываю в унынии, возвращаясь на старые навыки. Научное творчество у меня остается, но разве оно спасет меня, если я не буду очищен душевно! |
| — Лист до Архієпископа Луки, | |

1936 року за часів руйнування церков у СРСР одеський Спасо-Преображенський кафедральний собор було розграбовано, а потім розібрано по камінчику. Після цього більшовицька влада міста вирішила влаштувати на місці Собору розважальне місце, а на місці головного вівтаря планувалося розмістити громадський туалет. І лише заступництво академіка Філатова врятувало місце від наруги — на місці вівтаря встановили фонтан з великою мармуровою вазою у вигляді квітки («вазою Філатова», як її прозвали згодом). Після відновлення Собору у 2005 році цей фонтан був перенесений на місце першого міського фонтану на Соборній площі.
Разом з тим, Філатов проводив велику громадську роботу — обирався делегатом Надзвичайного З'їзду Рад України, був депутатом Одеської міської Ради кількох скликань, членом редколегій багатьох журналів. В Одесі під його керівництвом проводилися з'їзди офтальмологів УРСР.

## Нагороди та почесні звання
За наукові та лікарські досягнення Володимир Петрович був удостоєний високих державних нагород і титулів:
- дійсній член АМН СРСР і АН УРСР;
- звання Героя Соціалістичної Праці (15 липня 1950 року);
- кавалер чотирьох орденів Леніна;
- кавалер ордена Трудового Червоного Прапора (16.04.1938);
- кавалер ордена Вітчизняної війни 1-го ступеня;
- лауреат Сталінської премії (1941 рік);
- та нагороджений низкою медалей:
  - медаль «Серп і Молот»
  - Золота медаль ім. І. І. Мечникова[ru] (1951 рік);
  - медаль «За перемогу над Німеччиною у Великій Вітчизняній війні 1941—1945 рр.»;
  - медаль «За доблесну працю у Великій Вітчизняній війні 1941—1945 рр.»;
  - медаль в пам'ять 50-річчя Єпископської хіротонії (церковна).

## Вшанування пам'яті

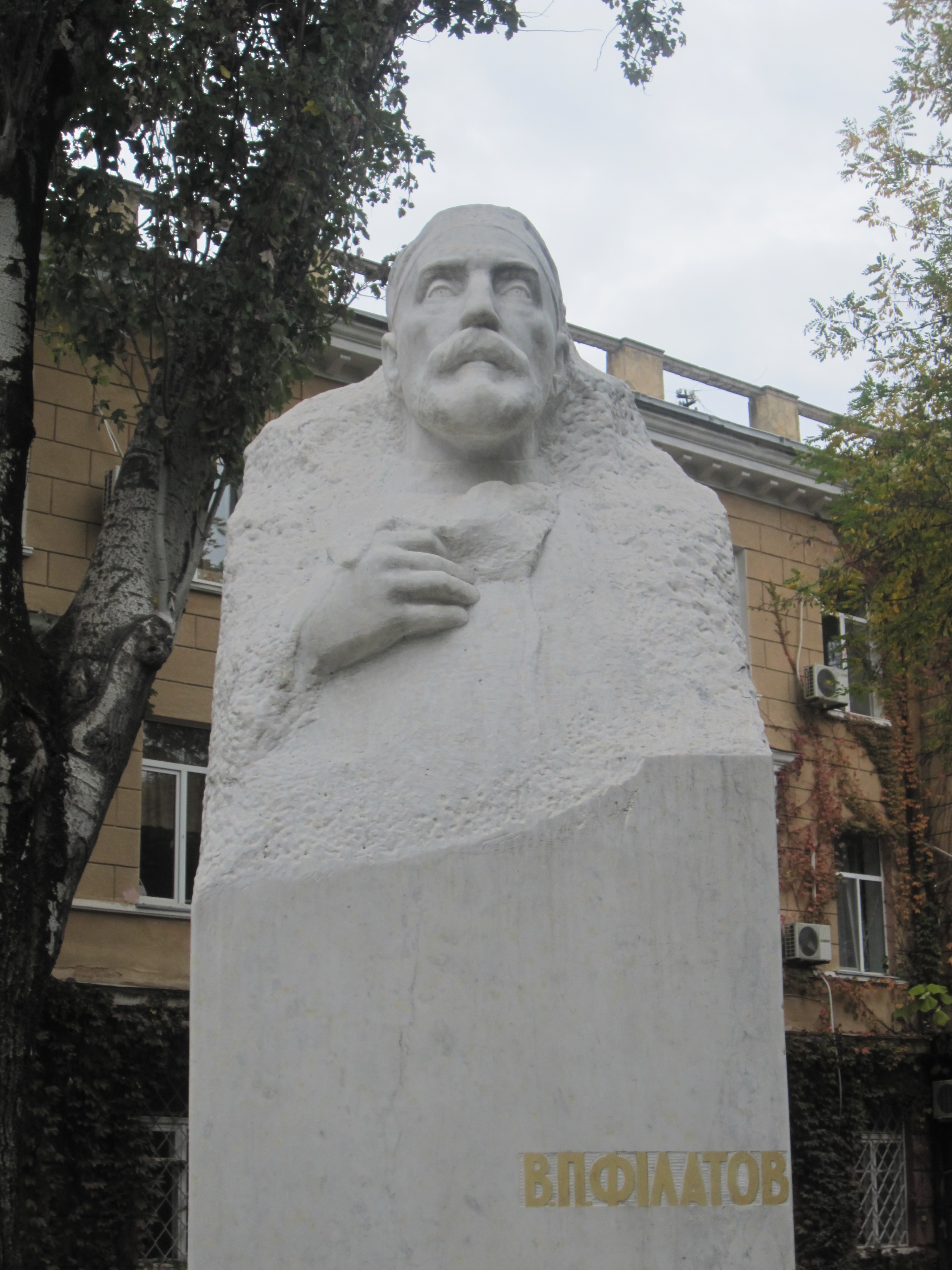
Пам'ятник Філатову перед головним корпусом інституту його імені. Скульптор Олександр Ковальов

23 листопада 1956 року Вчена рада Інституту ухвалила рішення про увічнення пам'яті першого його директора. На фронтоні будівлі інституту було встановлено дошку із написом: «науково-дослідний інститут очних хвороб і тканинної терапії імені академіка В. П. Філатова», а в його робочому кабінеті був створений кабінет-музей академіка Філатова, де і сьогодні все зберігається в такому ж вигляді, яким і було за його офтальмолога.
У 1961 році Рада Міністрів СРСР заснувала Премію імені академіка В. П. Філатова «За найкращу роботу з офтальмохірургії та пластичній хірургії». Першою цієї премії була удостоєна учениця Філатова — Надія Олександрівна Пучківська за монографію «Пересадка рогової оболонки при ускладнених більмах». Наступного 1962 року було випущено поштову марку із зображенням академіка.
Працівники інституту глибоко поважають і шанують свого вчителя. Пишаються його віршами, поемами, художніми творами, які реставровані і виставлені в музеї інституту та садибі-музеї Володимира Філатова. В Одесі відкрито три меморіальні дошки на будинках, де він жив і працював, перед головним корпусом інституту встановлено пам'ятник. Окрім того на честь академіка названо астероїд № 5316, який відкрила Людмила Карачкіна 21 жовтня 1982 року у Кримській астрофізичній обсерваторії, а також вулиці у Києві, Запоріжжі, Краматорську, Одесі, Мінську, Уфі, рідному селі та проспект в Ульяновську. У 2005 року Національний банк України випустив ювілейну монету, присвячену науковцю, на аверсі якої зображено стилізовану схему оптичної системи ока людини, а на реверсі викарбувано портрет офтальмолога.

## Цікаві факти
- Філатов часто листувався зі своїми пацієнтами, які мешкали по всьому світу, тому іноді в Одесу приходили листи з неймовірними адресами: «Одеса. Зав. міської поліклініки Філатову В. П.»; «Одеса. Академія мед. наук. Філатову»; «Одеса. Поліклініка очних операції»; «Одеса. Поліклініка біля Чорного Моря»; «Одеса. Головному фельдшеру по очах»; «Чорне Море. Філатову» і т. д..[5][7]
- Володимир Філатов вчився у тій самій гімназії, де вчилися Володимир Ульянов, Модест Богданов та Сергій Бутурлін.[14]